# John Alderton
John Alderton (Gainsborough, Lincolnshire, 27 november 1940) is een Engels acteur die vooral bekend is door zijn rollen in Upstairs, Downstairs, Thomas & Sarah en Please Sir! Alderton heeft vaak gespeeld naast zijn vrouw, Pauline Collins.
Hij is een  zoon van Ivy Handley en Gordon John Alderton. Hij groeide op in Hull, waar hij een opleiding volgde aan de Kingston High School.
Hij werd voor het eerst bekend bij televisiekijkers toen hij de rol speelde van Dr Moone in de ITV-soap Emergency Ward 10. Hij trouwde met zijn co-ster, de succesvolle actrice Jill Browne, maar ze scheidden later. Al snel overtrof hij de roem van zijn ex-vrouw, door zijn spel in de komische tv-serie Please, Sir! in de rol van Bernard Hedges. In 1972 trad hij op met Hannah Gordon in de BBC-komedieserie My Wife Next Door in 12 afleveringen en hij won daarmee een  Jacob's Award in 1975. Vervolgens speelde hij de rol van Thomas Watkins, de chauffeur, tegenover zijn tweede vrouw, Pauline Collins. John en Pauline hebben een dochter (de actrice Kate Alderton) en twee zonen (Nic Alderton en Richard Alderton) en traden ook samen op in de serie Thomas & Sarah en een andere productie No, Honestly, evenals in een reeks van korte verhalen, genaamd  Wodehouse Playhouse (1975-1978). In de tussentijd verscheen hij in een film als vriend in John Boormans film Zardoz, voordat hij terugkeerde naar meer bekend terrein, zoals in 1980 bij de Yorkshire dierenarts James Herriot en de televisieserie Upstairs, Downstairs. 
Hij maakte zijn eerste toneeloptreden met het repertoiregezelschap van het Theatre Royal in York in augustus 1961, in Badger's Green van R.C. Sherriff.  Daarna speelde hij in nog een aantal toneelrollen.  
Tijdens de jaren 1980 en 1990 werd Alderton weinig gezien, hoewel hij in 1983 speelde in de voor  kinderen geanimeerde serie Little Miss samen met zijn vrouw Pauline Collins en in Fireman Sam. Hij verscheen ook samen met haar in de succesvolle serie Forever Green.  Hij maakte een comeback in een film uit 2003, Calendar Girls. In 2004 speelde hij een rol in de BBC-serie van Anthony Trollopes He Knew He Was Right en speelde in een aflevering van ITV 1 van Doc Martin, getiteld Of All The Harbours In All The Towns, als zeeman John Slater. In 2008 had hij een rol in de BBC-versie van Charles Dickens' Little Dorrit. Ook was hij te zien in een aflevering van Dalziel and Pascoe.
- Bibliothèque nationale de France: cb141488496 (data)
- International Standard Name Identifier: 0000 0001 1511 5511
- Library of Congress Control Number: no99019342
- Nationale Bibliotheek van Israël: 987007446612005171
- Nederlandse Thesaurus van Auteursnamen: 073178535
- Système universitaire de documentation: 074227882
- Virtual International Authority File: 68562421
- WorldCat: E39PBJwmYXHYG8VmXwBH6kg9Xd